# Funivia del Virgolo
La Funivia del Virgolo (IPA: [ˈvirɡolo]; in tedesco Virgler Seilbahn) è stata una funivia della Provincia autonoma di Bolzano che collegava la città di Bolzano al Virgolo, la località del Monte Pozza soprastante il capoluogo sudtirolese.

## Storia

Cartolina storica

L'impianto fu costruito nel secondo dopoguerra in sostituzione della Funicolare del Virgolo, attiva dal 1907 al 1945 e distrutta dai bombardamenti della seconda guerra mondiale. La funivia fu inaugurata nel 1957 e rimase attiva fino al 1976, anno in cui fu smantellato l'intero impianto. Percorreva in un'unica campata 196 metri di dislivello, passando sopra il fiume Isarco e raggiungendo, con una pendenza del 75%, la stazione a monte della vecchia funicolare.
Negli anni 2010, nel progetto del piano di riqualificazione dell'areale ferroviario di Bolzano è stata anche menzionata la possibilità di costruire un nuovo impianto a fune che colleghi la stazione di Bolzano al Virgolo.